# Zonas do Nepal
O Nepal está dividido em 14 zonas administrativas ( अञ्चल, anchal), que por sua vez estão divididas em 75 distritos (जिल्ला, "jilla"). As zonas administrativas estão agrupadas em 5 regiões de desenvolvimento (विकास क्षेत्र). Cada distrito é dirigido por um chefe distrital oficial (ou CDO), responsável pela manutenção da lei e da ordem e coordenar o trabalho de campo das agências, dos vários ministérios governamentais.
1. Bagmati
2. Bheri
3. Dhaulagiri
4. Gandaki
5. Janakpur
6. Karnali
7. Kosi
8. Lumbini
9. Mahakali
10. Mechi
11. Narayani
12. Rapti
13. Sagarmatha
14. Seti